# Han Hye-song
Han Hye-song (koreanisch 한해성; * 2. August 1988) ist eine nordkoreanische Tischtennisspielerin. Sie nahm an zwei Weltmeisterschaften teil und holte bei den Asienspielen 2010 mit der Mannschaft eine Bronzemedaille.                                                                                                                                                               

## Turnierergebnisse
| Verband | Veranstaltung     | Jahr | Ort          | Land | Einzel    | Doppel    | Mixed | Team       | U-21          |
| ------- | ----------------- | ---- | ------------ | ---- | --------- | --------- | ----- | ---------- | ------------- |
| PRK     | Asienspiele       | 2010 | Guangzhou    | CHN  |           |           |       | Halbfinale |               |
| PRK     | Pro Tour          | 2010 | Kuwait-Stadt | KUW  | Qual.     | letzte 16 |       |            |               |
| PRK     | Pro Tour          | 2009 | Suzhou       | CHN  | Qual.     | letzte 16 |       |            | Qual.         |
| PRK     | Pro Tour          | 2005 | Doha         | QAT  | letzte 32 | letzte 16 |       |            | Viertelfinale |
| PRK     | Pro Tour          | 2005 | Shenzhen     | CHN  | Qual.     | letzte 32 |       |            | Silber        |
| PRK     | Pro Tour          | 2005 | Harbin       | CHN  | Qual.     | letzte 16 |       |            | Gold          |
| PRK     | Weltmeisterschaft | 2010 | Moskau       | RUS  |           |           |       | 13         |               |
| PRK     | Weltmeisterschaft | 2005 | Shanghai     | CHN  | letzte 64 |           |       |            |               |